# Spathaceum indistinctum
Spathaceum indistinctum är en plattmaskart. Spathaceum indistinctum ingår i släktet Spathaceum och familjen Diplostomatidae. Inga underarter finns listade i Catalogue of Life.